# Nicolai Cleve Broch
Nicolai Cleve Broch (Bærum; 14 de noviembre de 1975) es un actor noruego, más conocido por haber interpretado a Olaf II de Noruega en la obra Spelet om Heilag Olav y a Gregers Gram en la película Max Manus: Man of War.

## Biografía
Su media hermana es la actriz noruega Ida Elise Broch y su hermano es el arquitecto Christian Cleve Broch.
En 1996 se unió al "Norwegian National Academy of Theatre" de donde se graduó en 1999.
En diciembre de 2004 se casó con la actriz noruega Heidi Gjermundsen Broch, con quien tiene dos hijos: Jakob Broch (23 de febrero de 2004) y Jørgen Broch (5 de agosto de 2006).

## Carrera
En 2004 se unió al elenco principal de la obra de teatro Spelet om Heilag Olav (en inglés: The Saint Olav Drama), donde interpretó al rey Olaf II de Noruega. En 2008 se unió al elenco de la película de guerra Max Manus: Man of War, donde interpretó a Gregers Gram, un miembro de la resistencia noruega durante la Segunda Guerra Mundial.
En 2015 se unió al elenco principal de la serie Frikjent, donde interpreta al empresario Aksel Nilsen Borgen. En 2017 aparecerá en la película Mango - Lifes coincidences, donde interpretará a Manuel de adulto.

## Filmografía

### Series de televisión
| Año             | Título       | Personaje           | Notas                        |
| --------------- | ------------ | ------------------- | ---------------------------- |
| 2015 - presente | Frikjent     | Aksel Nilsen Borgen | 18 episodios                 |
| 2014            | Helt perfekt | -                   | episodio "Golden Goal Games" |
| 2013            | Halvbroren   | Barnum              | 8 episodios - miniserie      |
| 2011            | Schmokk      | Daniel              | 4 episodios                  |
| 2010            | Påpp & Råkk  | Cleeve              | episodio "Platesignering"    |
| 2007            | Seks som oss | Aksel               | 7 episodios                  |
| 2002            | Lekestue     | Roger               | 8 episodios - miniserie      |
| 2001            | Fox Grønland | Sven Harnes         | episodio # 1.10              |

### Películas
| Año  | Título                     | Personaje    | Notas |
| ---- | -------------------------- | ------------ | --- |
| 2018 | Mango - Lifes coincidences | Manuel       | junto a Kristofer Hivju, Daniel Stisen, Dennis Storhøi, Julie R. Ølgaard, Trond Espen Seim y André Eriksen        |
| 2013 | Gåten Ragnarok             | Allan        | junto a Pål Sverre Hagen, Jens Hultén, Bjørn Sundquist, Sofia Helin y Terje Strømdahl                             |
| 2008 | Max Manus: Man of War      | Gregers Gram | junto a Aksel Hennie, Agnes Kittelsen, Pål Sverre Hagen, Ken Duken, Jakob Oftebro, Christian Rubeck y Eirik Evjen |
| 2006 | Uro                        | Hans Petter  | junto a Ane Dahl Torp, Ahmed Zeyan, Bjørn Floberg, Ingar Helge Gimle, Eivind Sander, Nicolas Bro y Nicholas Hope  |
| 2006 | Uno                        | Morten       | junto a Aksel Hennie, Bjørn Floberg, Espen Juul Kristiansen, Ahmed Zeyan y Martin Skaug                           |
| 1995 | När alla vet               | Ulf          | junto a Hampus Björck, Ewa Fröling, Helge Jordal, Rebecka Hemse y Emil Lindroth                                   |

### Asistente de director
| Año  | Título | Notas |
| ---- | ------ | ----- |
| 2004 | Uno    | -     |

### Teatro
| Año  | Obra                            | Personaje          | Director | Teatro | Notas                                         |
| ---- | ------------------------------- | ------------------ | -------- | ------ | --------------------------------------------- |
| 2005 | Spelet om Heilag Olav           | Olaf II de Noruega | -        | -      | junto a Pål Christian Eggen y Hallvard Holmen |
| -    | Who's Afraid of Virginia Woolf? | -                  | -        | -      | -                                             |
| -    | The Seagull                     | -                  | -        | -      | -                                             |
| -    | Emperor and Galilean            | -                  | -        | -      | -                                             |
| -    | Hjalmar og Frode                | -                  | -        | -      | -                                             |

## Premios y nominaciones
| Año  | Categoría             | Premio                                   | Películas             | Resultado |
| ---- | --------------------- | ---------------------------------------- | --------------------- | --------- |
| 2009 | Best Supporting Actor | Amanda Award                             | Max Manus: Man of War | Nominado  |
| 2007 | Best Actor            | Amanda Award                             | Uro                   | Nominado  |
| 2007 | EFP Shooting Star     | Berlin International Film Festival Award | -                     | Ganador   |